# Cavan
För andra betydelser, se Cavan (olika betydelser).

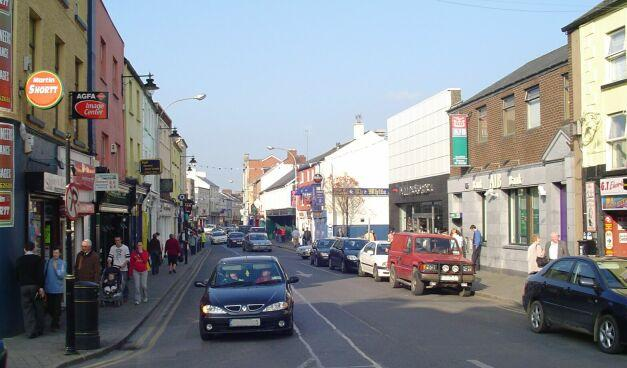
Centrum

Cavan (iriska: An Cabhán) är en stad och administrativ huvudort för grevskapet Cavan i Republiken Irland. Cavan ligger i provinsen Ulster och gränsar till Nordirland. Genom staden går huvudvägen till huvudstaden Dublin. Staden, Cavan Town, har 3 934 invånare (2006) på en yta av 2,01 km². Storstadsområdet har totalt 7 883 invånare (2006). 
Under slutet av 1800-talet blev staden en järnvägsknut. Idag är stationen nedlagd men staden fortsätter att vara en framgångsrik industristad.